# الکس کوزنتسوف
 الکس کوزنتسوف (انگلیسی: Alex Kuznetsov؛ زادهٔ ۵ فوریهٔ ۱۹۸۷) یک تنیس‌باز اهل ایالات متحده آمریکا است.